# Coelister cavernosus
Coelister cavernosus är en skalbaggsart som först beskrevs av Schmidt 1889.  Coelister cavernosus ingår i släktet Coelister och familjen stumpbaggar. Inga underarter finns listade i Catalogue of Life.